# Championnat du Laos de football 2011
Navigation
Saison 2005 Saison suivante
La saison 2011 du Championnat du Laos de football est la vingt-et-unième édition du championnat de première division au Laos. Cette édition regroupe onze clubs au sein d'une poule unique, où ils s'affrontent à deux reprises. Il n'y a ni promotion, ni relégation à l'issue de la saison.
C'est le MPWT FC (Ministry of Public Works and Transport FC) qui remporte la compétition cette saison après avoir terminé en tête du classement final, avec douze points d'avance sur le tenant du titre, Bank FC, après un championnat quasiment parfait. C'est le quatrième titre de champion du Laos de l'histoire du club.

## Les clubs participants
- MPWT FC
- Lao-American College FC
- Lao Army Football Club
- Lao Police Football Club
- Vientiane Capital
- Lao Lanexang - Promu de Division B
- Bank Football Club
- Friends Developpement - Promu de Division B
- Eastern Star FC - Promu de Division B
- Ezra Trainig Centre FC

## Compétition

### Classement
Le classement est établi sur le barème de points classique (victoire à 3 points, match nul à 1, défaite à 0). Pour départager les égalités, on tient d'abord compte de la différence de buts générale, puis du nombre de buts marqués, puis des confrontations directes.
| Rang | Équipe                   | Pts | J  | G  | N | P  | Bp | Bc | Diff |
| ---- | ------------------------ | --- | -- | -- | - | -- | -- | -- | ---- |
| 1    | MPWT FC                  | 50  | 18 | 16 | 2 | 0  |    |    |      |
| 2    | Bank Football Club'T'C   | 38  | 18 | 12 | 2 | 4  |    |    |      |
| 3    | Ezra Trainig Centre FC   | 37  | 18 | 11 | 4 | 3  |    |    |      |
| 4    | Lao Army Football Club   | 37  | 18 | 11 | 4 | 3  |    |    |      |
| 5    | Vientiane Capital        | 29  | 18 | 9  | 2 | 7  |    |    |      |
| 6    | Lao Police Football Club | 25  | 18 | 7  | 4 | 7  |    |    |      |
| 7    | Lao-American College FC  | 22  | 18 | 6  | 4 | 8  |    |    |      |
| 8    | Eastern StarP            | 13  | 18 | 4  | 1 | 13 |    |    |      |
| 9    | Lao LanexangP            | 4   | 18 | 1  | 1 | 16 |    |    |      |
| 10   | Friends DeveloppementP   | 3   | 18 | 1  | 0 | 17 |    |    |      |

|  | Champion du Laos 2011                                                              |
|  | T : Tenant du titre C : Vainqueur de la Coupe du Laos P : Club promu de Division B |

## Bilan de la saison
| Championnat du Laos de football 2011 |                    |
| Champion                             | MPWT FC (4e titre) |
| Coupes et trophées                   |                    |
| Vainqueur de la Coupe du Laos 2011   | Bank Football Club |
| Qualifications continentales         |                    |
| Coupe du président de l'AFC 2012     | Aucun              |
| Promotions et relégations            |                    |
| Promus en Division 1                 | Aucun              |
| Relégués en Division 2               | Aucun              |